# Толстолобик Харманда
Толстолобик Харманда — Hypophthalmichthys harmandi Sauvage, 1884 Вьетнамский толстолобик; silver carp (англ.).

### Общие сведения
Признаки. Тело высокое, голова большая, нижний край глаза расположен низко, на уровне заднего конца верхней части. Жаберная перепонка прирощена к истмусу. D 10; А 12—16; чешуй в боковой линии 93—118 (104); позвонков 39—40.
Родственные формы. Китайские белый Я. molitrix (Valenciennes) и пестрый Aristichthys nobilis (Richardson) толстолобики, от которых толстолобик Харманда отличается золотистой окраской, более вальковатым телом, большими антедорсальным и пектовентральным расстояниями, длиной брюшного плавника, шириной лба; меньшими высотой спинного плавника и длиной основания анального плавника. Число лучей анального плавника у толстолобика Харманда (12—16/13,3) больше, чем у белого (11—14/12,6).
Распространение. Эндемик внутренних водоемов Вьетнама, где к настоящему времени чистые популяции толстолобика Харманда практически исчезли в результате скрещивания с белым толстолобиком, завезенным из Китая.
В 1982 и 1988 гг. для увеличения генетического разнообразия толстолобиков в рыбхоз «Балыкчи» Узбекистана из Вьетнама были завезены личинки толстолобика гибридного происхождения.
В настоящее время вьетнамский толстолобик в прудовых хозяйствах Узбекистана имеется в рыбхозе «Балыкчи» и хозяйстве Узбекского научно-исследовательского института прудового рыбного хозяйства.

## Биология
Характеристика. Пресноводная стайная рыба. О биологии известно мало; по всей видимости, она близка к биологии белого толстолобика.
Враги. Жаберные моногенетические сосальщики Dactylogyrus harmandi являются паразитами толстолобика Харманда.

## Промысел и использование
Объект искусственного разведения. Реализуется в свежем или мороженом виде. Отличается очень высокими вкусовыми качествами.